# Robin Korving
Robin Korving (* 29. Juli 1974 in Heerhugowaard) ist ein ehemaliger niederländischer Leichtathlet, der sich auf den Hürdenlauf spezialisiert hatte. Er gewann eine Bronzemedaille bei Europameisterschaften.

## Sportliche Karriere
Der 1,88 Meter große Robin Korving war von 1993 bis 2000 achtmal in Folge niederländischer Meister im 110-Meter-Hürdenlauf. Hinzu kamen fünf Hallentitel über 60 Meter Hürden. Seine Bestzeit von 13,15 Sekunden über 110 Meter Hürden lief Korving am 2. Juli 1999 in Lausanne.
Korving belegte 1992 den vierten Platz bei den Juniorenweltmeisterschaften in Seoul. Im Jahr darauf siegte er bei den Junioreneuropameisterschaften 1993 in San Sebastian.
1997 bei den Weltmeisterschaften in Athen schied Korving in 13,51 Sekunden im Halbfinale aus. Drei Wochen später wurde er in 13,70 Sekunden Vierter bei der Universiade in Catania. Im August 1998 siegte der Brite Colin Jackson bei den Europameisterschaften in Budapest vor dem Deutschen Falk Balzer. In 13,20 Sekunden erlief Korving die Bronzemedaille mit 0,03 Sekunden Vorsprung vor dem zweiten Deutschen Florian Schwarthoff. Da Deutschland und das Vereinigte Königreich für den Weltcup in Johannesburg mit eigenen Teams qualifiziert waren, startete Robin Korving für die europäische Mannschaft und belegte in 13,25 Sekunden den vierten Platz. 1999 bei den Weltmeisterschaften in Sevilla schied Korving in 13,45 Sekunden im Halbfinale aus. 2000 war Korving für die Olympischen Spiele nominiert, trat aber nicht an.